# Јелена Солонар
Јелена Солонар (Скеус, Румунија, 1900. - Руски Крстур, 1982.) је песникиња, хуманисткиња и здравствена радница. Велики део свог живота провела је у Војводини у месту Руски Крстур.

## Биографија
Јелена Солонар је рођена у Румунији, у породици Поливка. Убрзо након рођења сели се са породицом у Руски Крстур, јер јој је отац добио тамо посао као учитељ.  Прва четири разреда школе завршава у Новом Саду, а пети разред гимназије у Клужу. Пошто се током школовања показала као добра ученица, добија стипендију за даље школовање у Сегедин. У Сегедину студира фармацију. Дипломирала је 1923. године. Када је завршила факултет, радила је као магистар фармације у Футогу и Београду. Своју апотеку отвара у Руском Крстуру 1927. године.  Удала се за Константина Солонара и има двоје деце. Умрла је у Руском Крстару где је и сахрањена.

## Књижевни рад
Јелена Солонар је свој књижевни рад започела још као средњошколка. Прва песма јој је објављена у Руском календару, 1940. године. Познате песме Топола, Јорговани и Море и пролећна ноћ, као и приповетка Тополе, објавњена је у два часописа Руски Календар и Светлост. Јеленина поезија је сврстана у Антологију поезије 1963. године и Антологију русинске поезије 1984. године.
Њена поезија је врло блиска народној поезији, тако да је била добро прихваћена. У њеној песми Кад се драги опраштао описан је сав бесмисао рата смештен у јесењу кишу, звездано небо и звоњаву звона.